# Huy (municipio)
Huy es un municipio situado en el distrito de Harz, en el estado federado de Sajonia-Anhalt (Alemania), a una altitud de 200 metros. Su población a finales de 2015 era de unos 7300 habitantes y su densidad poblacional, 44 hab/km².